# 悲しき雨音
「悲しき雨音」（かなしきあまおと、原題・Rhythm of the Rain）は、1962年11月に発売されたザ・カスケーズの楽曲である。作詞作曲はカスケーズのメンバーであるジョン・クラウド・ガモーの手による。1963年3月9日に米国ポップチャートで3位まで上り詰め、米国イージーリスニングチャートでは2週連続1位に耀いた。またビルボードの年間チャートでも4位にランクインしている。
この曲は、1963年3月に全英シングルチャートで5位に食い込み、同年5月にアイルランド・ヒットチャート（英語版）で1位を獲得。カナダでも12週にわたりランクインして最高位は1位。1999年にブロードキャスト・ミュージック・インクが選ぶ「20世紀のテレビ/ラジオで最も演奏された曲」で第9位となっている。
日本ではカスケーズが来日した1968年にリバイバルヒットとなった。
1979年に公開されたイギリス映画『さらば青春の光』で使用され、その同名サウンドトラック・アルバムにも収録された。
曲のアレンジはチェレスタの独特な使い方を特徴にしている。

## テーマ
恋人と離別した男が雨に濡れながら「どこで道を誤ったのか、別れた今でも彼女がいとおしくて仕方ない。雨よもう降らないでおくれ」と切々と歌うバラードである。

## ヒットチャート
| チャート (1963)                           | 最高位 |
| ----------------------------------------- | ------ |
| オーストラリア (シドニー)                 | 3      |
| ベルギー                                  | 14     |
| カナダ (CHUM Chart)                       | 1      |
| アイルランド                              | 1      |
| ノルウェー                                | 7      |
| 英国シングルチャート                      | 5      |
| US Billboard Hot 100                      | 3      |
| 米国ビルボード イージーリスニングチャート | 1      |

## カバー曲

### シルヴィ・ヴァルタンのカバー曲
フランスでは、リシャール・アントニー（英語版）により、「En écoutant la pluie」（英訳：Listening to the Rain）というタイトルが付けられて、シルヴィ・ヴァルタンが1963年にカバー曲をリリースをしている。米国の音楽雑誌「ビルボード」によれば、フランス国内で「En écoutant la pluie」が第1位を獲得したとしている。

#### トラックリスト
7" single RCA Victor 45.277 (1963, フランス)
A. "En écoutant la pluie" (Rhythm of the Rain)
B. "Jamais" (Late Date Baby)
7" EP Sylvie à l'Olympia RCA 86.007 (1963, フランス)
A1. "En écoutant la pluie"
A2. "Jamais"
B1. "Avec moi"
B2. "Mon ami"

#### チャート
| チャート (1963)                 | 最高位 |
| ------------------------------- | ------ |
| ベルギー (Ultratop 50 Wallonia) | 11     |

### ジェイソン・ドノヴァンのカバー曲
ジェイソン・ドノヴァンによるカバー・バージョンはドノヴァンの2枚目のスタジオ・アルバム『虹色のときめき』に収録され、アルバムから4枚目のシングルとしてリリースされた。
2008年には4枚目のスタジオ・アルバム『レット・イット・ビー・ミー』に再レコーディングしたバージョンを収録している。

### その他のカバー曲
- オランダのティーンアイドルであるRob de Nijs（英語版）が1963年に「Ritme van de regen」というタイトルでカバー曲を発売した。元々はB面の曲だったが大ヒットとなり、Rob de Nijsは一躍スターダムにのし上がった[16]。
- ゲイリー・ルイス&ザ・プレイボーイズが1969年にカバーした曲は、Billboard Hot 100で63位となっている[17]。
- パット・ロバーツが1972年にカバーした曲は、カントリーチャート（英語版）で34位となった[18]。
- ジャッキー・ウォード（英語版）が1978年にリリースした曲はカントリーチャートで11位を記録している[19]。
- ニール・セダカが1984年にカバーした曲は、アダルトコンテンポラリー・チャート（英語版）で37位となった[20]。
- ダン・フォーゲルバーグが1990年にリリースした曲は、アダルトコンテンポラリー・チャートで3位となる大ヒット曲となった[21]。